# Frankopan

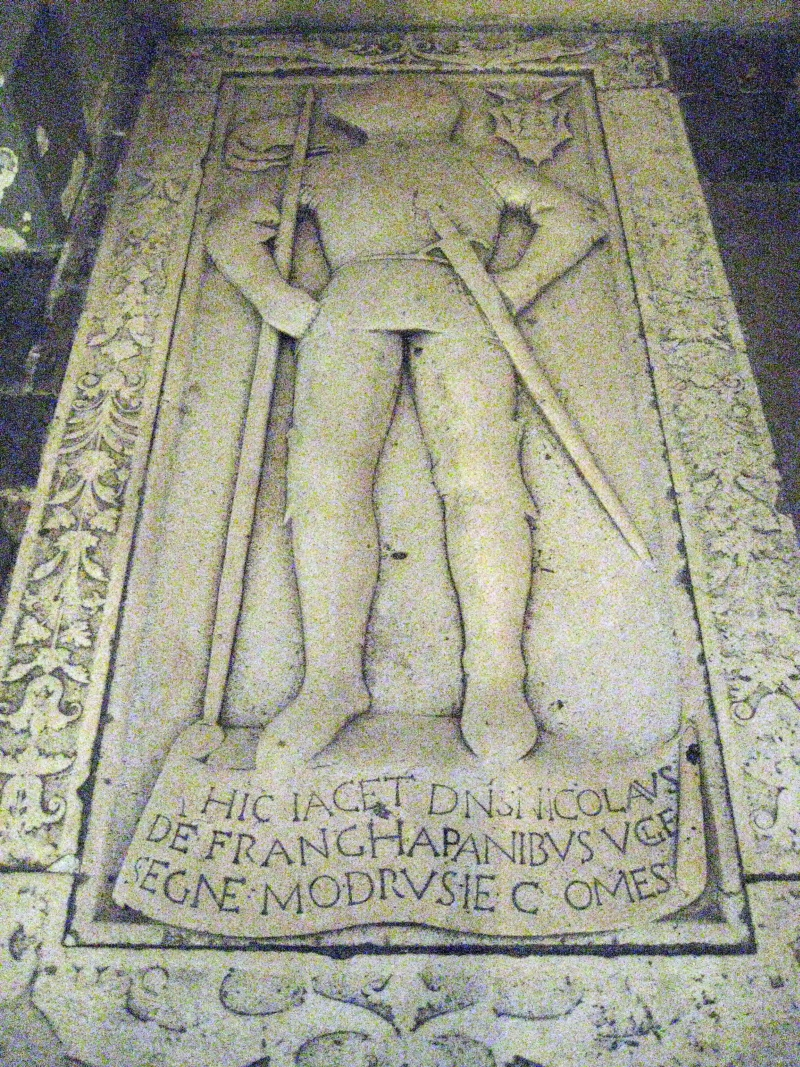
Graf van Nikolaus Frankopan

De familie Frankopan is een Kroatische adellijke familie waarvan de oorsprong teruggaat tot de 12e eeuw en misschien zelfs tot in de Romeinse tijd. Ze worden ook Frankapan genoemd, Frangepán in het Hongaars en Frangipani in het Italiaans.
Samen met de Zrinski’s hoorden ze bij de belangrijkste families die een rol speelden in de geschiedenis van Kroatië. Sommigen beweren dat ze zouden afstammen van het Romeinse geslacht van de Frangipani maar dat is nergens in bronnen teruggevonden.
Ze worden voor het eerst vermeld in Kroatische documenten van 1133, waarin Dujam Frankopan wordt genoemd als de heer van het eiland Krk, Veglia in het Italiaans.
Omstreeks 1200 heeft de familie ook belangrijke eigendommen op het vasteland van Kroatië. In die tijd zijn ze bekend als de graven van Krk (Veglia), Senj en Modruš. Kroatische bronnen gebruiken de naam Frankopan vanaf 1426. De naam Frankopan wordt in 1434 officieel erkend door keizer Sigismund.
Na de oorlogen van 1411-1413 en 1418-1420 tussen Sigismund en Venetië kwam een groot deel van de Dalmatische kust onder de heerschappij van Venetië. Nikola IV, graaf van Krk, werd benoemd tot ban (onderkoning) van Kroatië en leende 28.000 dukaten aan Sigismund. Als borg voor de lening kreeg hij bijna heel Kroatië. Nikola IV was ban van 1426 tot 1432. Zijn oudste zoon, Ivan Anž VI Frankopan, vergezelde Erik van Pommeren op zijn reis naar het Heilig Land en verbleef daarna van 1426 tot 1434 in Zweden, in dienst van koning Erik als rentmeester van het domein van Stegeborg. In 1434 keerde hij terug naar Kroatië na de dood van zijn vader.
Fran Krsto Frankopan nam deel aan de Zrinski–Frankopan samenzwering, bedoeld om de Habsburger Leopold I het gezag over Kroatië en Hongarije te ontnemen. Directe aanleiding was de Vrede van Vasvár waar Leopold I na de overwinning op de Ottomanen in de Slag bij Szentgotthárd (1664), de Ottomanen een groot deel van Hongarije liet en jaarlijks een som van 200.000 Duitse florijnen aan de Ottomanen zou betalen in ruil voor een vredesbelofte voor 20 jaar. De Hongaarse adel was woest en zette een complot op. De revolte kwam nooit van de grond en werd in 1670 neergeslagen door Leopold I. Fran Krsto Frankopan werd op 30 april 1671 onthoofd in Wiener Neustadt. 

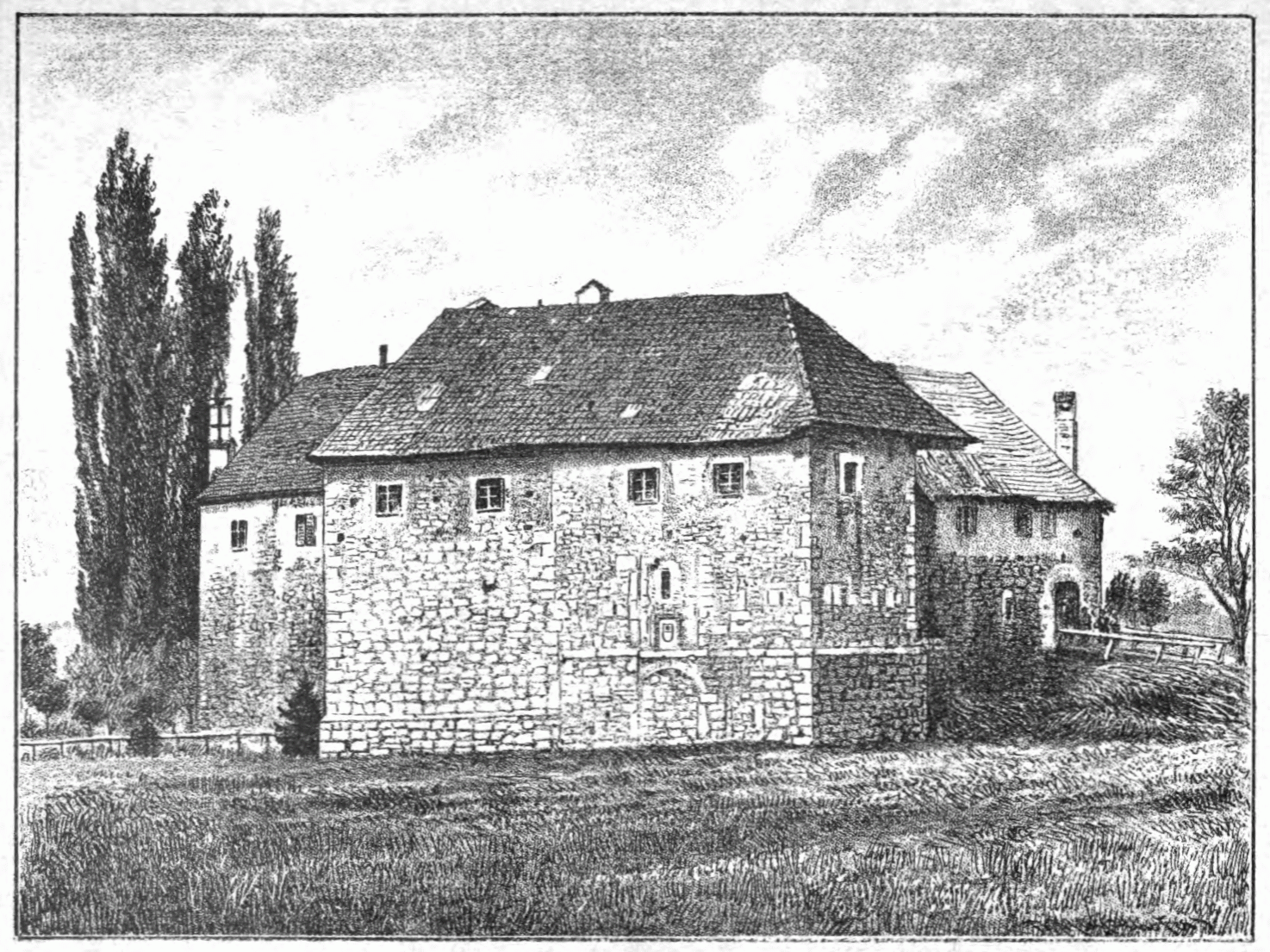
Burcht in Ribnik

Verschillende van de kastelen van de Frankopans in Kroatië zijn tot op vandaag bewaard gebleven. De meeste ervan vinden we terug in de regio ‘Gorski kotar’ en op het eiland Krk. Zo zijn er de kastelen van Trsat, Bosiljevo, Severin na Kupi, Ribnik, Novi Vinodolski, Ogulin, Ozalj, Bosiljevo, Cetingrad, Grižane en Slunj.

## Belangrijke leden van de familie Frankopan
- Ivan Frankopan (†1393), ban van Kroatië
- Nikola IV Frankopan (†1432), zoon van Ivan Frankopan, ban van Kroatië van 1426-1432
- Ivan VI Frankopan (†1436), zoon van Nikola IV, ban van Kroatië
- Nikola V Frankopan (†1456-1458), zoon van Ban Nikola Frankopan, co-ban van Kroatië
- Ivan VII Frankopan, regeerde het prinsdom Krk van 1451–1480
- Stjepan II Frankopan (†1481), zoon van co-Ban Nikola Frankopan, ban van Kroatië
- Beatrice van Frangepan (1480-1510), markgravin van Brandenburg-Ansbach door huwelijk
- Krsto I Frankopan (1482-1527), kleinzoon van ban Stjepan Frankopan, ban van Kroatië in 1527
- Franjo Frankopan (1536–1572), ban van Kroatië van 1567-1573
- Nikola VII Frankopan van Tržac (†1647), ban van Kroatié van 1617-1622.
- Vuk Krsto Frankopan (1578–1652), generaal
- Katarina Zrinska († 1673), dochter van ban Vuk Krsto Frankopan, gehuwd met Petar Zrinski, ban van Kroatië
- Fran Krsto Frankopan (†1671), betrokken bij de Zrinski-Frankopan samenzwering.